# Ponte di Probo

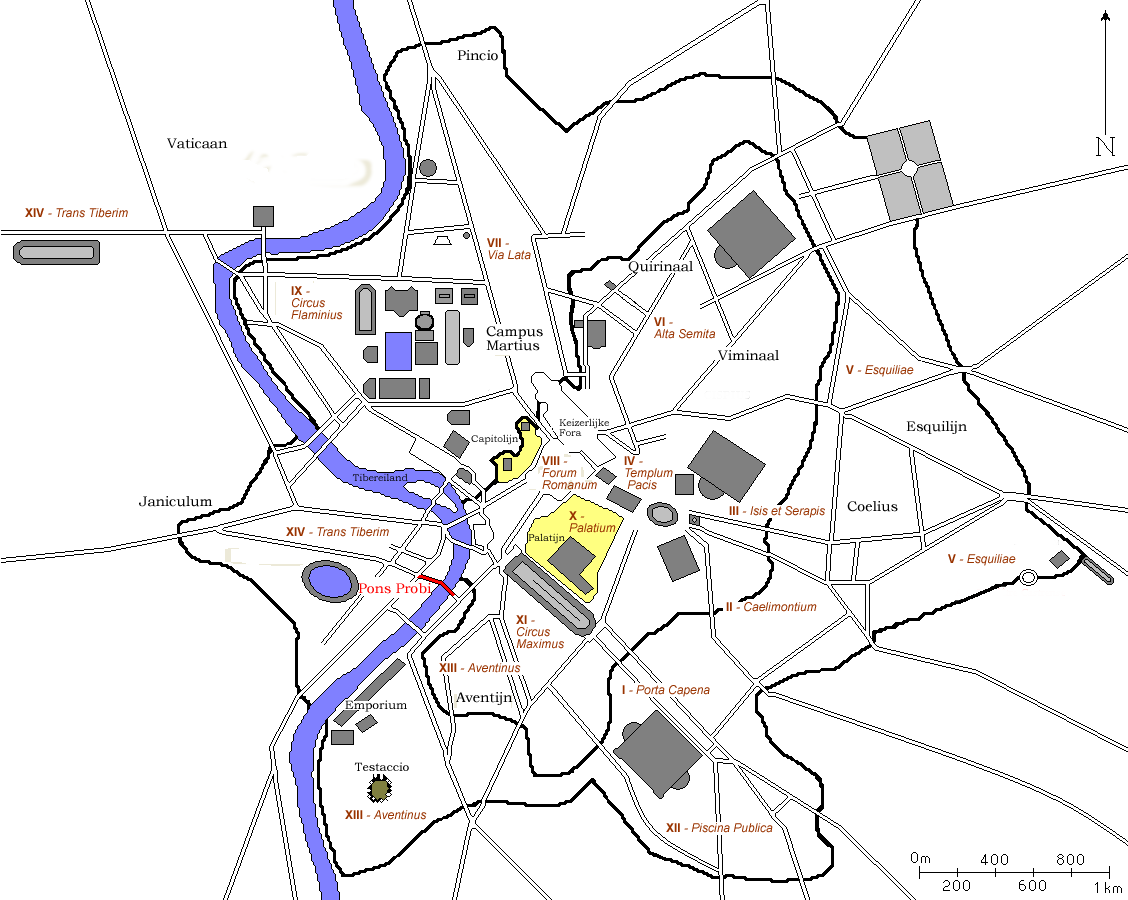
Mappa dell'antica Roma. In rosso evidenziato il Ponte Probio

Il ponte di Probo (pons Probi) era situato a Roma all'altezza della Marmorata, nelle prossimità del Colle Avellino, l'esistenza di questo ponte viene riportata in diverse pubblicazioni dell'epoca quali: Mirabilia, Curiosum urbis Romae, Notitia dignitatum.  Anche il Prefetto di Roma , Quinto Aurelio Simmaco, nel corso del suo mandato , accenna nelle Relationes e nelle Epistulae, a questo Ponte di Probo. Fu costruito sotto l'imperatore Marco Aurelio Probo (276-282) e subì rifacimenti sotto Teodosio I, con lavori che per mancanza di fondi e difficoltà di cantiere si prolungarono dal 381 al 387. Fu quindi conosciuto anche come "ponte nuovo" (pons novus) o come ponte di Teodosio (pons marmoreus Theodosii).
nel medioevo si hanno successive ma sporadiche notizie di questo Ponte dovute principalmente a restauri e viene nominato trovarsi vicino alla Basilica dei Santi Bonifacio e Alessio, sotto la Chiesa di Santa Sabina sull’ Aventino.
In base ad altre rovine trovate sulle due sponde del Tevere , prima della sparizione completa , si calcolò che la lunghezza del Ponte era di oltre 100 metri , intervallati da cinque arcate con ampiezza ciascuna di 20 metri .
Cesare D'Onofrio ritiene che ponte di Probo sia un appellativo relativo al ponte di Agrippa assegnatogli in seguito a lavori di restauro eseguiti sul ponte e che i resti nell'alveo del Tevere siano da ricondurre a delle strutture difensive localizzate nel punto in cui le Mura aureliane passavano dalla sponda sinistra del fiume alle pendici del Gianicolo sulla sponda destra.